# Pick-up

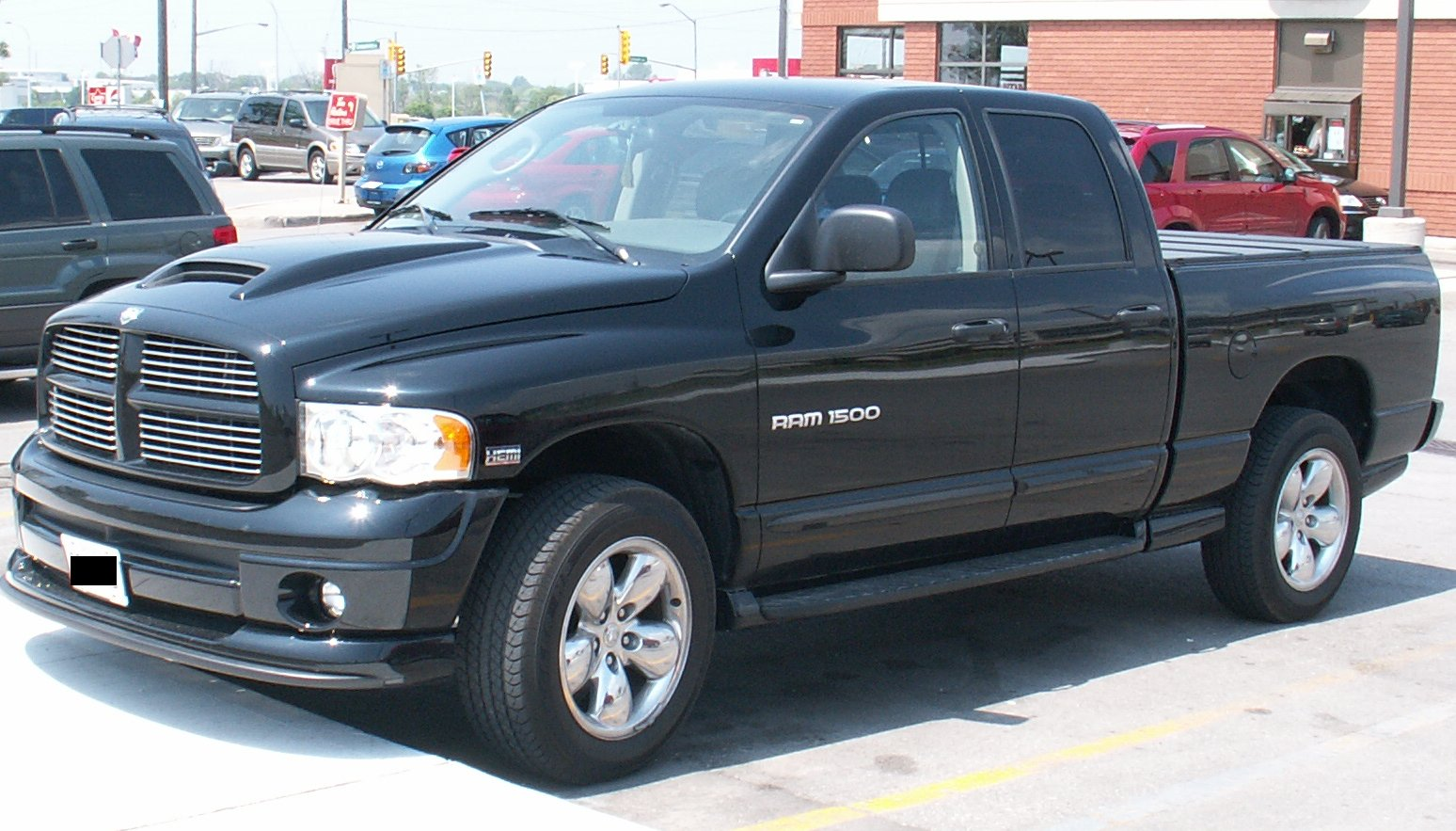
Pick-up z podwójną kabiną - Dodge Ram 1500 Quad Cab

Pick-up (ang. tu: zabrać, podwieźć), pikap – typ nadwozia dostawczego lub terenowego samochodu osobowego, charakteryzujący się skrzynią ładunkową znajdującą się zaraz za kabiną pasażerską.
Kabina może być:
- pojedyncza (tzw. single cab lub standard cab), dwudrzwiowa, dwu- lub trzyosobowa;
- powiększona (tzw. extra cab, king cab lub super cab), czasem z półdrzwiami uchylanymi „pod wiatr”, z ławeczką dla jednej lub dwóch dodatkowych osób;
- podwójna (tzw. double cab lub crew cab), czterodrzwiowa, pięcio- lub sześcioosobowa.

Niektórzy producenci stosują własne nazwy na określenie danego rodzaju kabiny.
W Ameryce Północnej, zwłaszcza w USA, samochód osobowy to pojazd o masie dopuszczalnej całkowitej do 26 000 funtów, czyli około 11 700 kg. Oznacza to, że pick-upy o masie dopuszczalnej całkowitej od 3500 kg do 11 700 kg oferowane na tamtejszym rynku w Europie byłyby samochodami ciężarowymi.

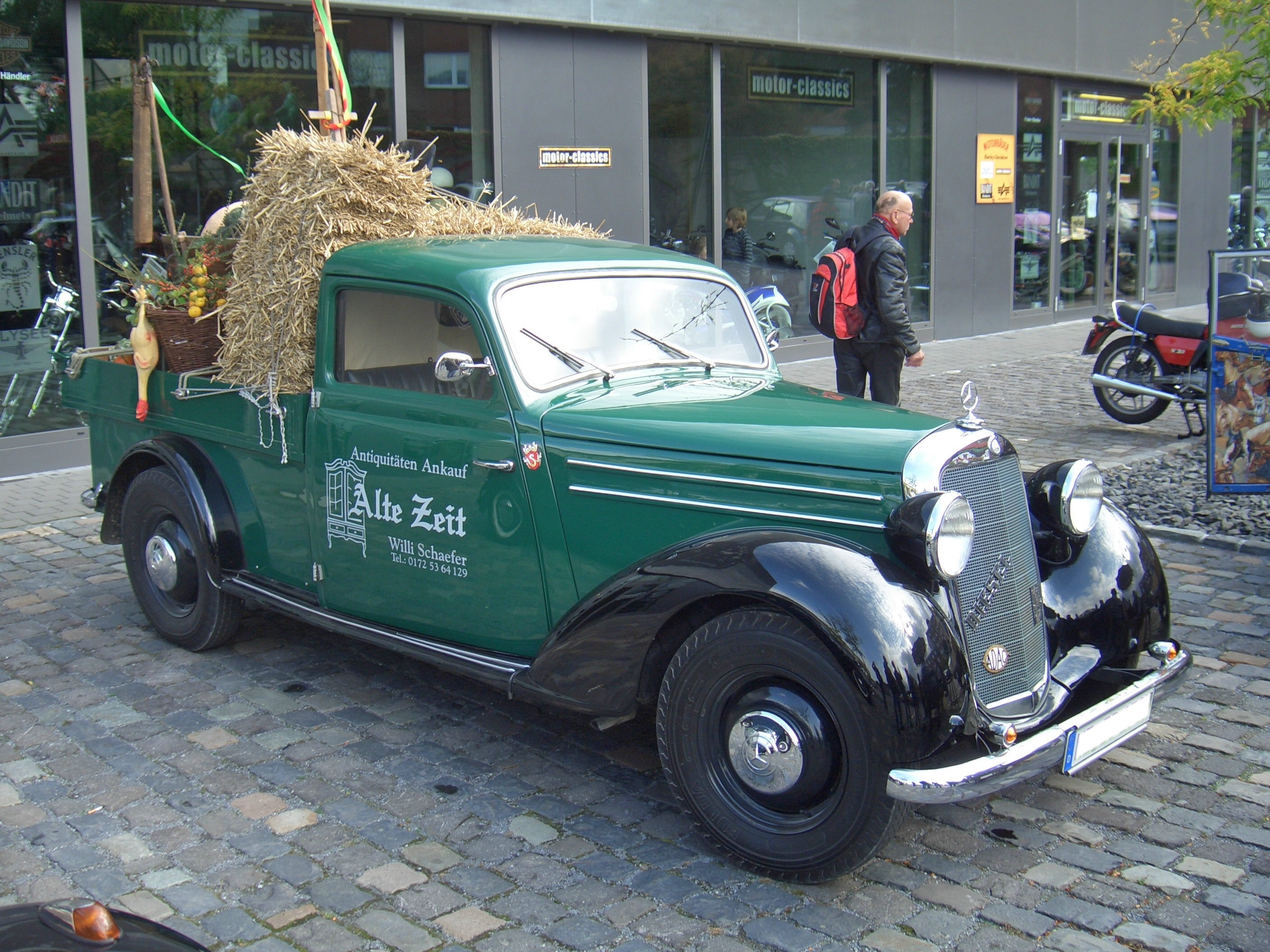
Mercedes-Benz W136 170V
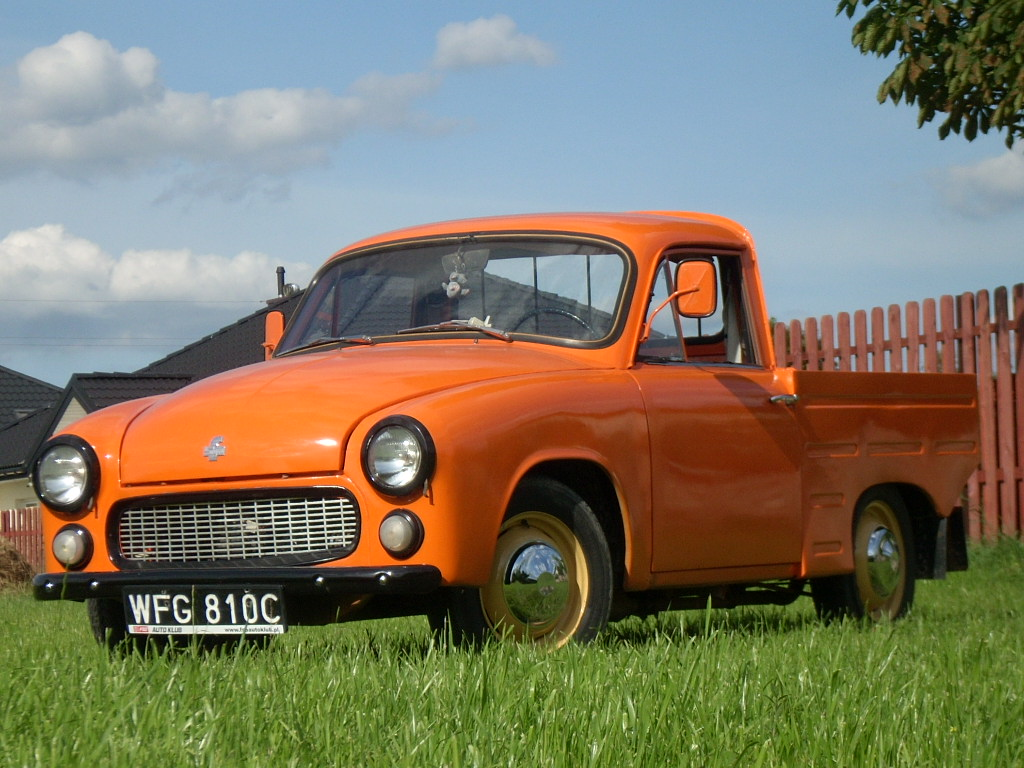
FSM Syrena R-20
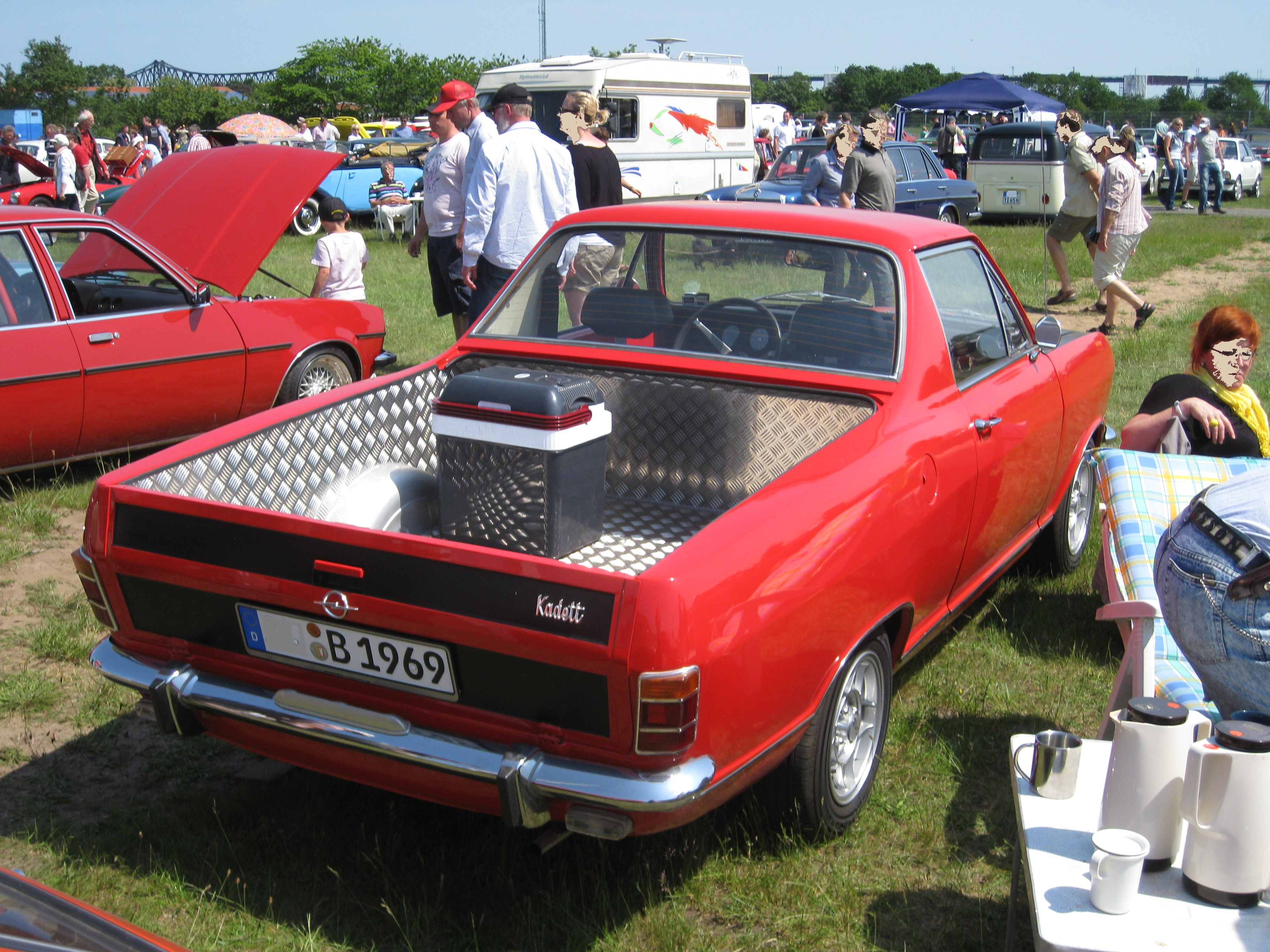
Opel Kadett B pick-up
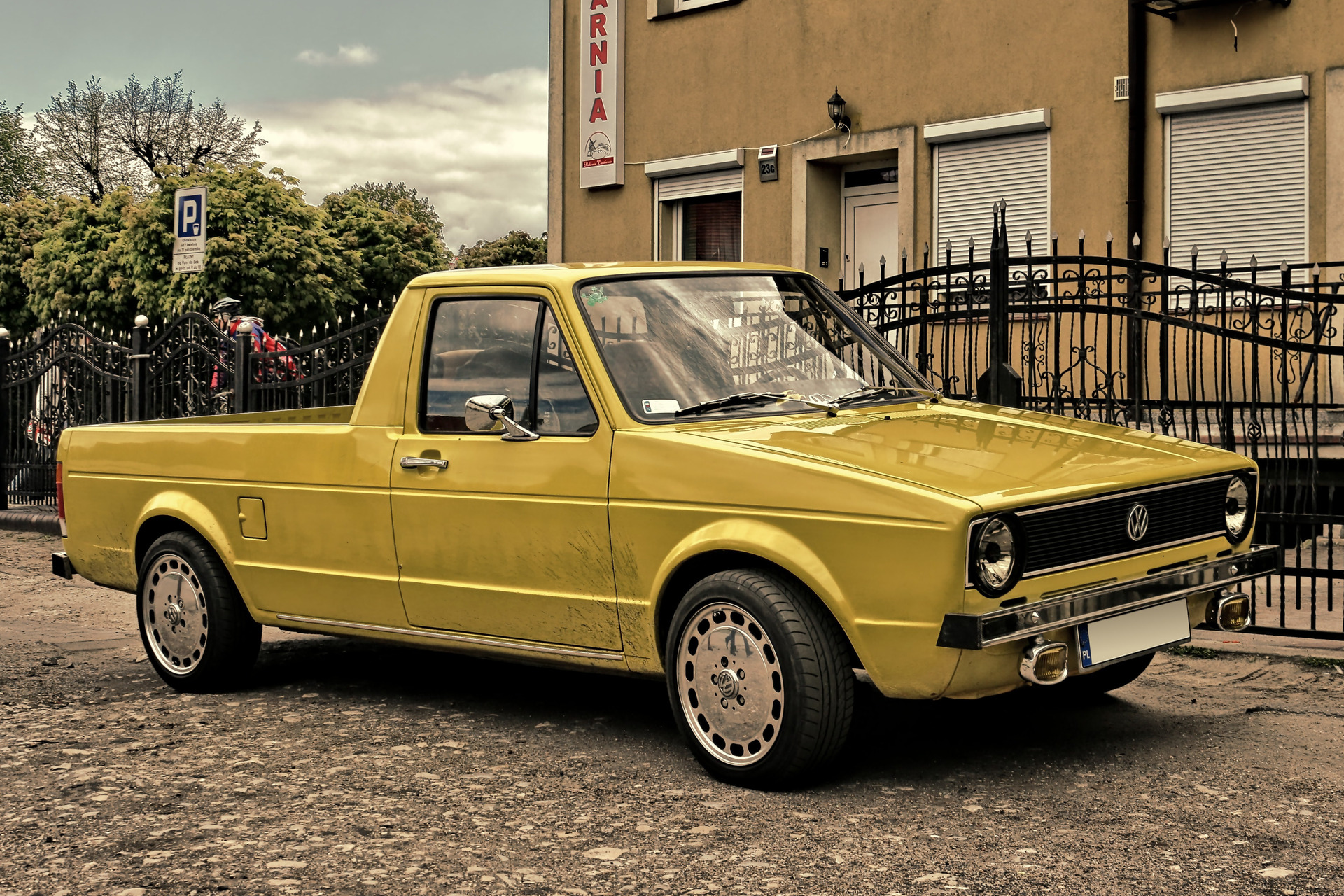
Volkswagen Caddy typ 14d
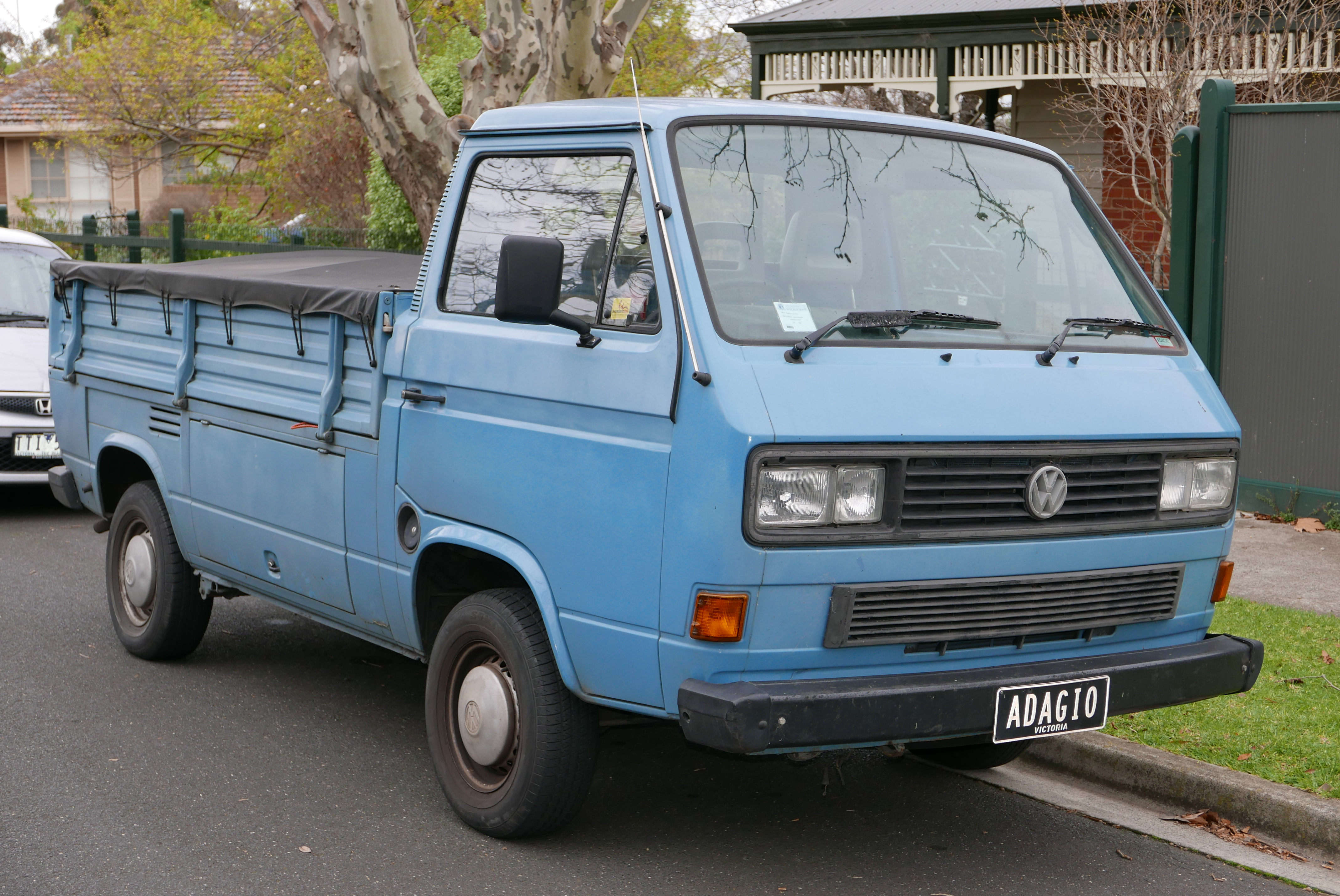
Volkswagen Transporter T3 pickup
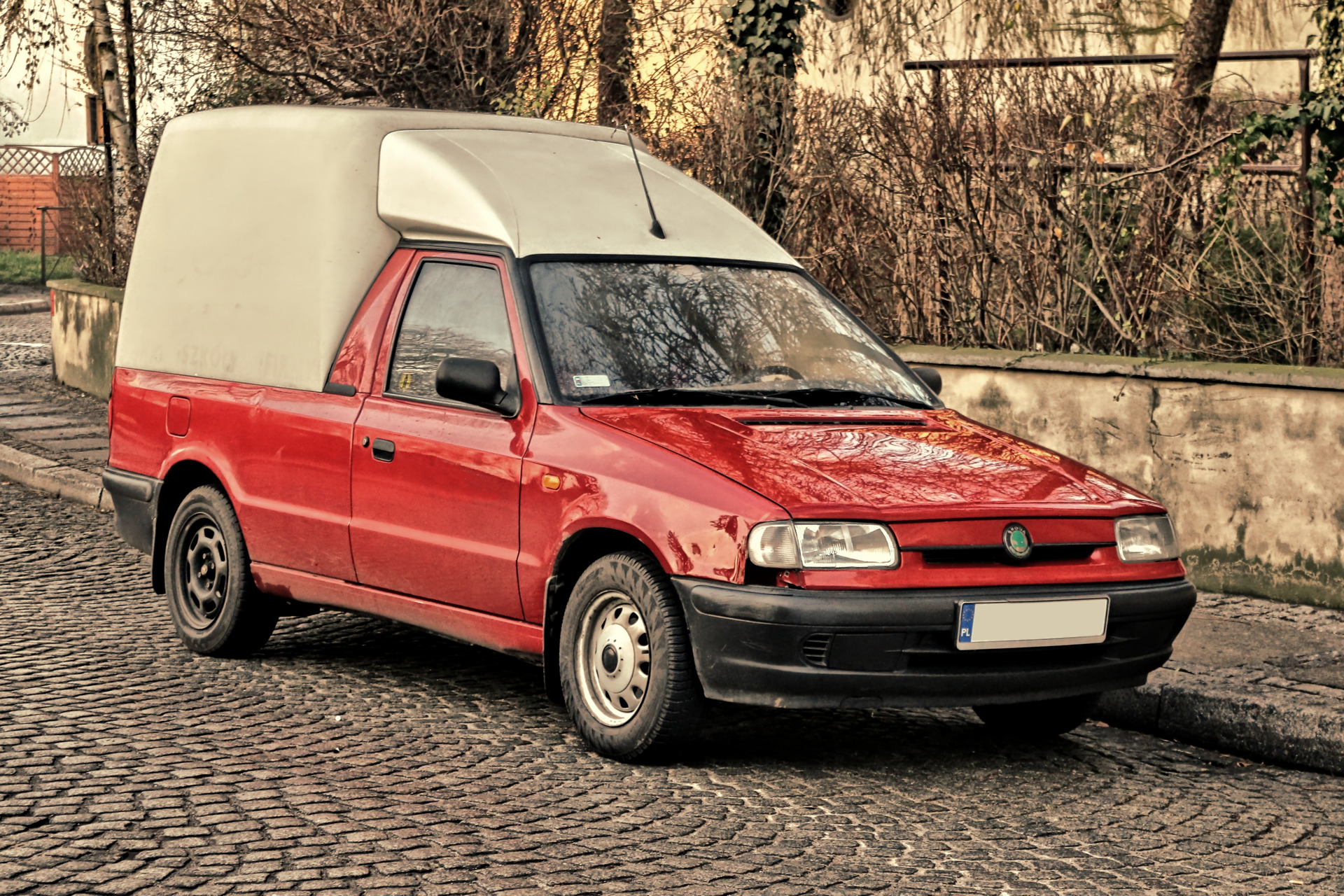
Skoda Felicia Pickup
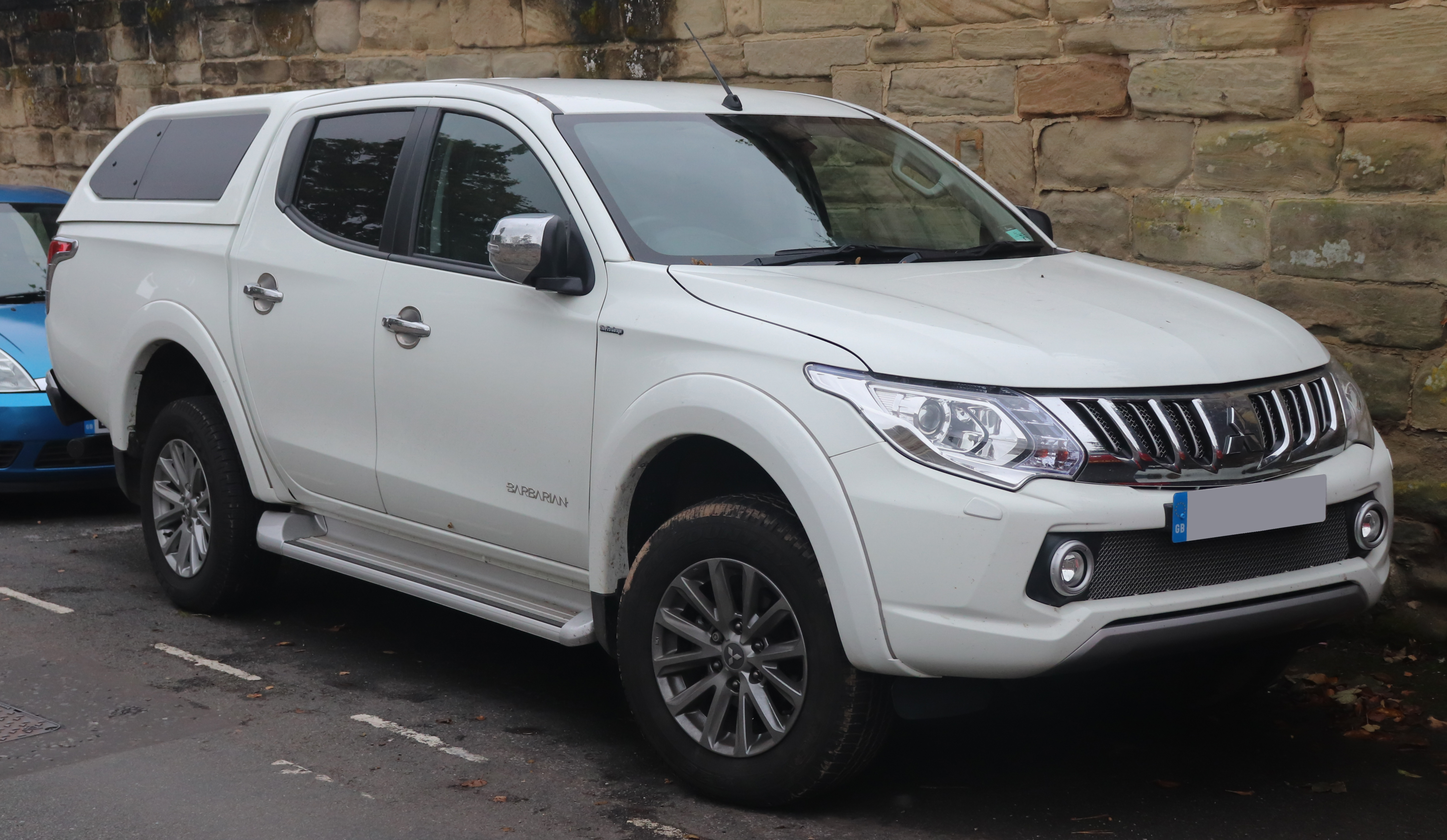
Mitsubishi L200
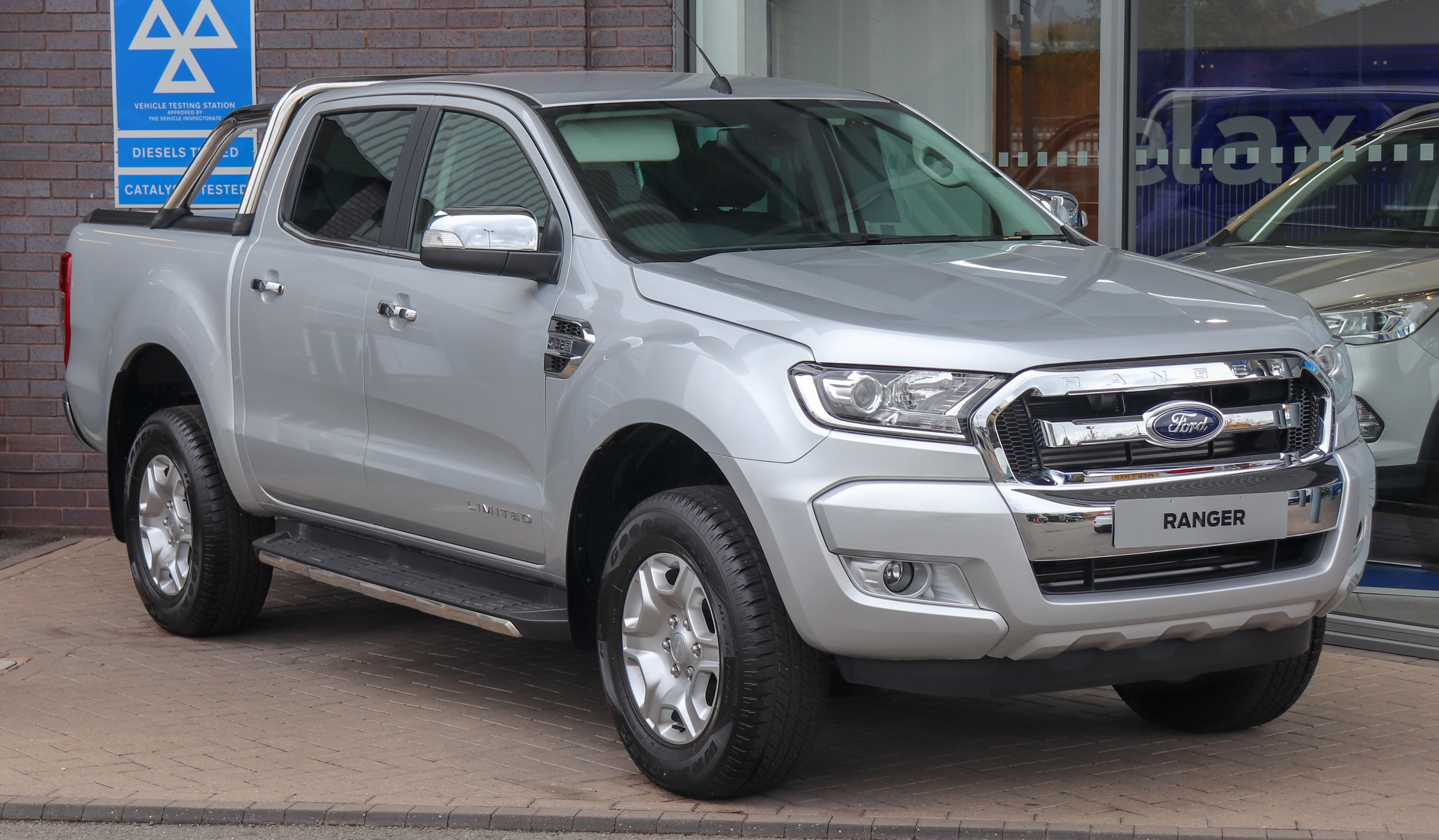
Ford Ranger Mk4 USA
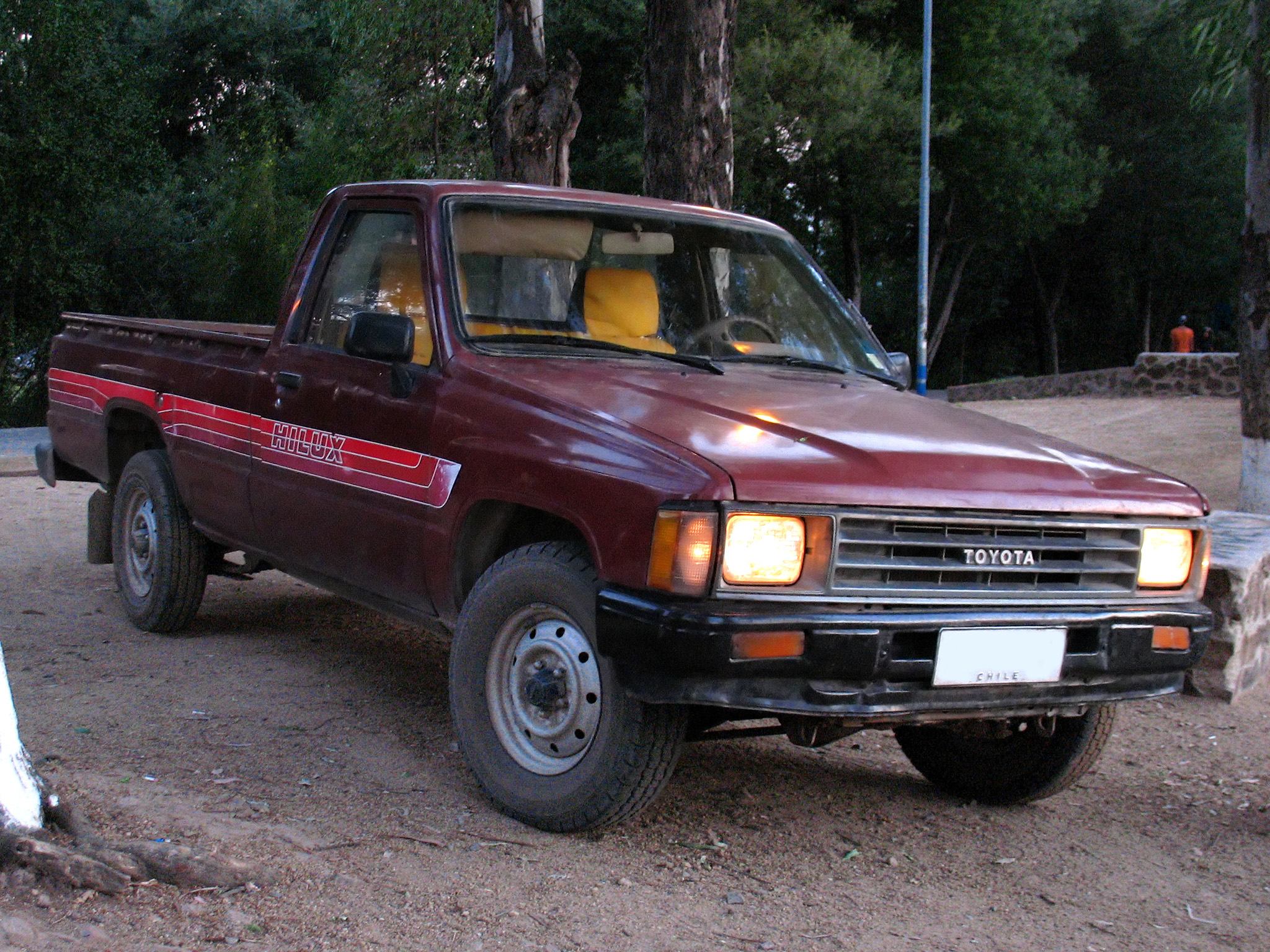
Toyota Hilux 1987
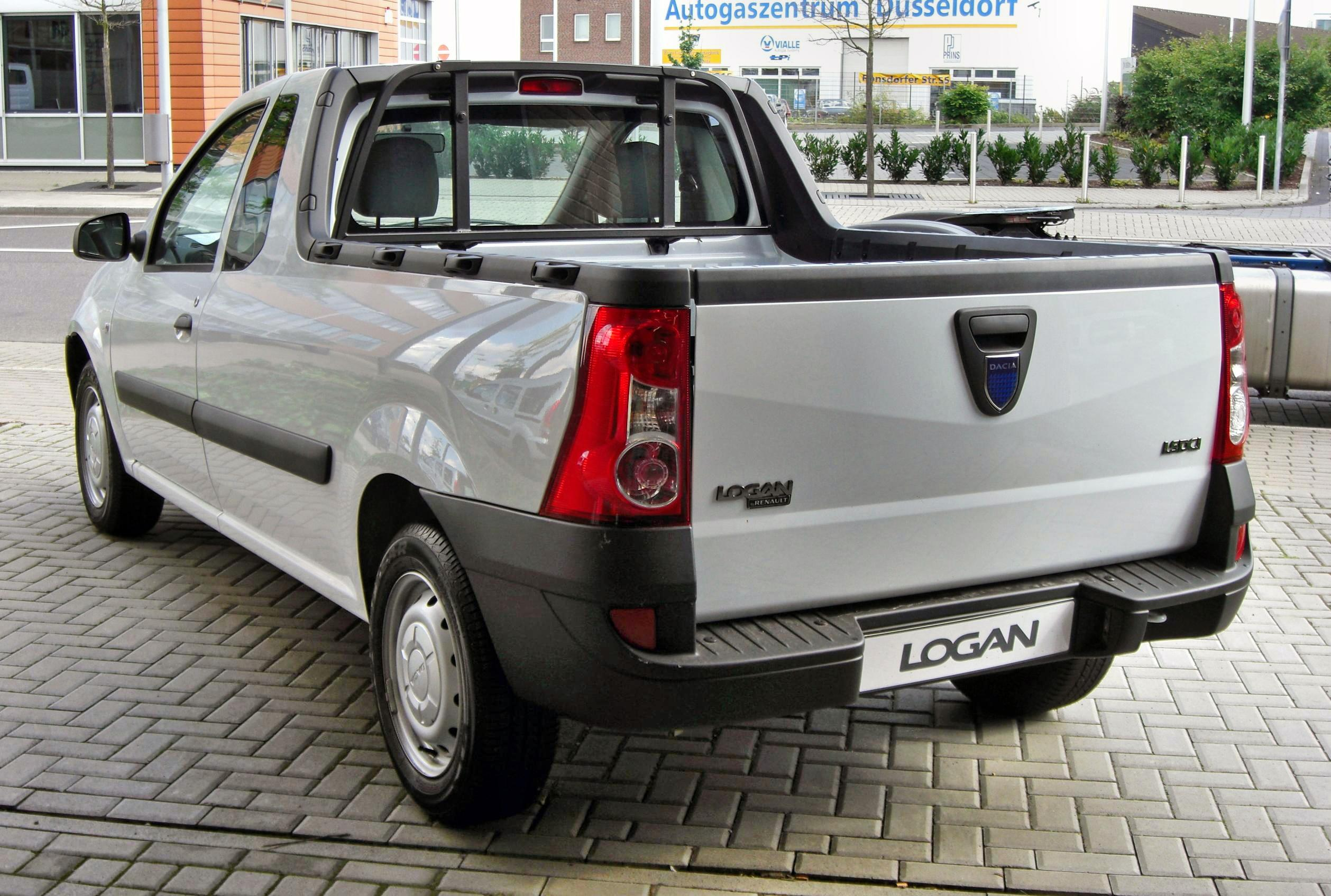
Dacia Logan I
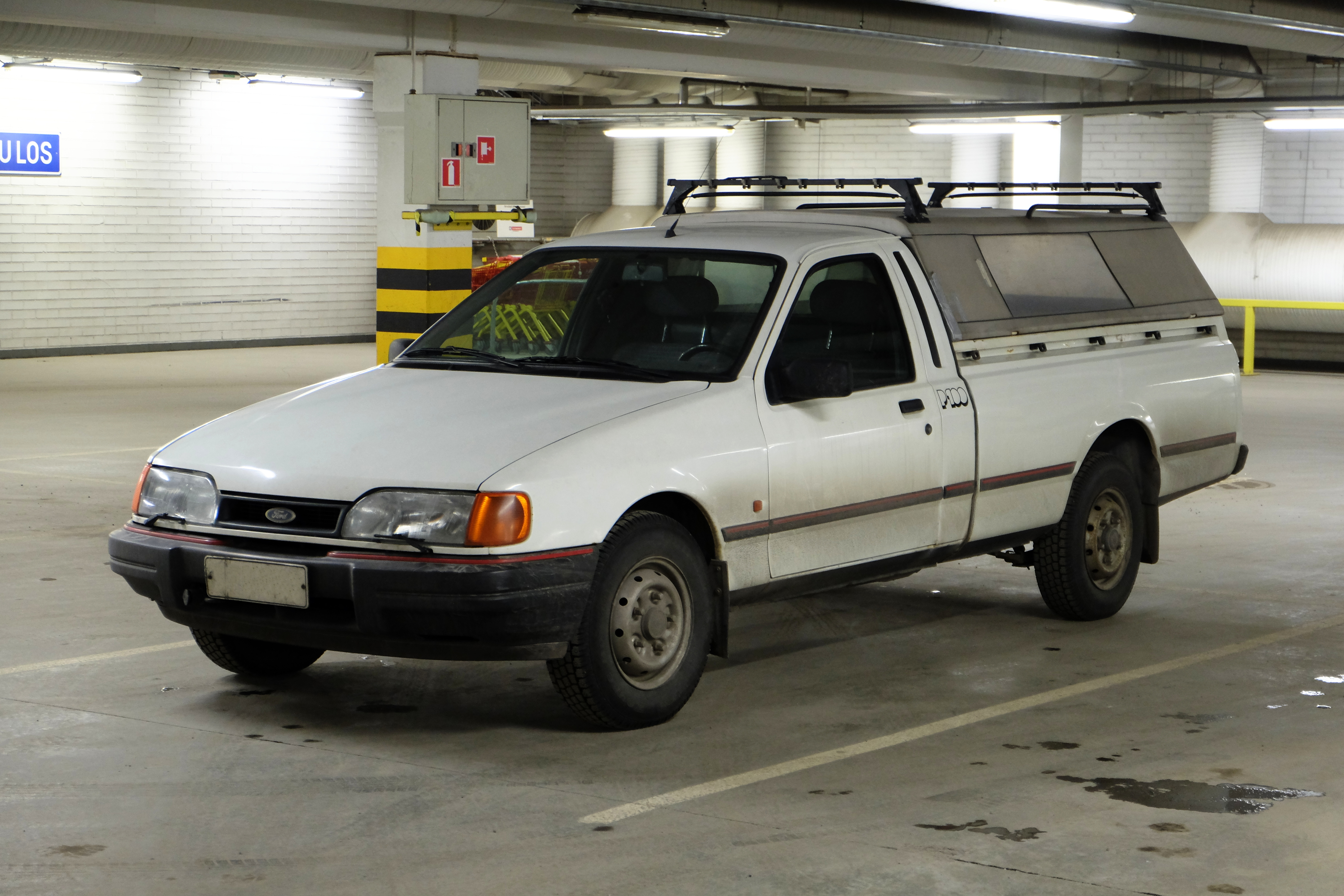
Ford P100 III
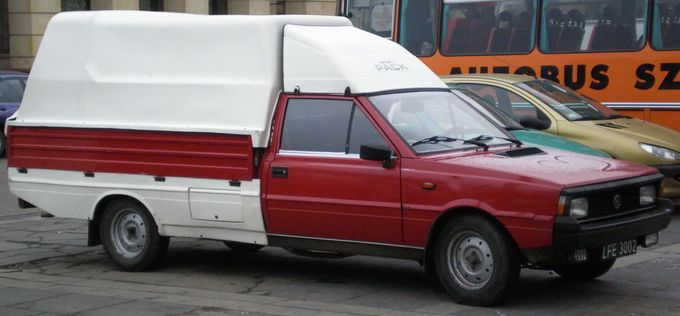
FSO Polonez Truck
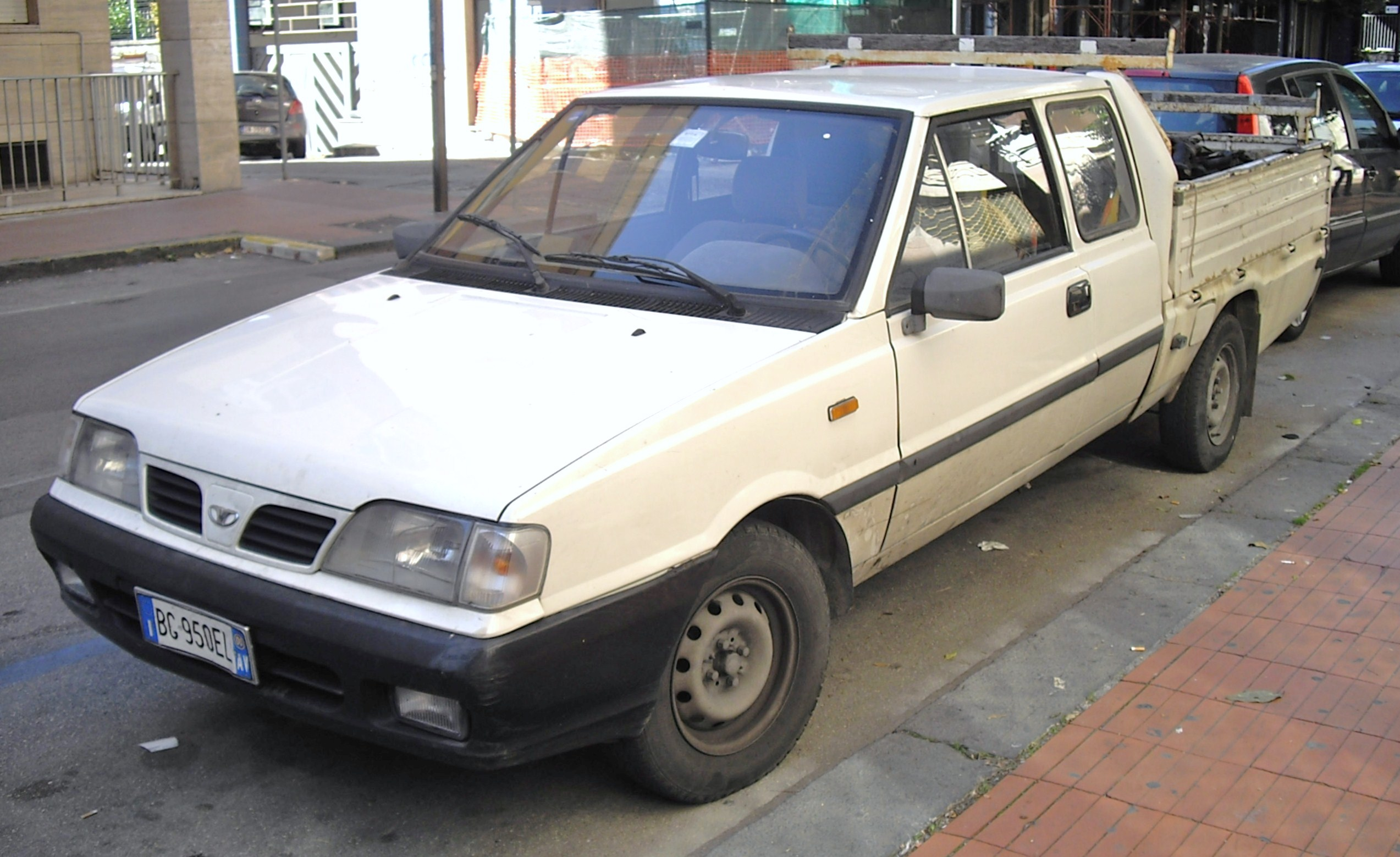
Daewoo-FSO Polonez Truck Plus
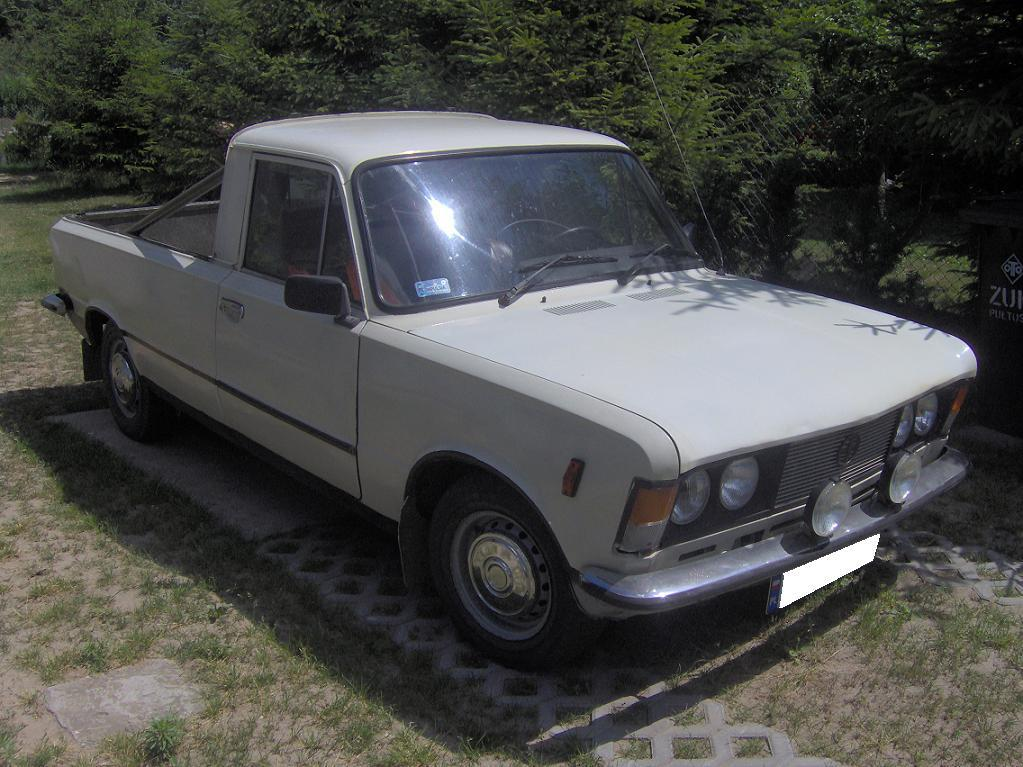
Polski Fiat 125p Pick-up
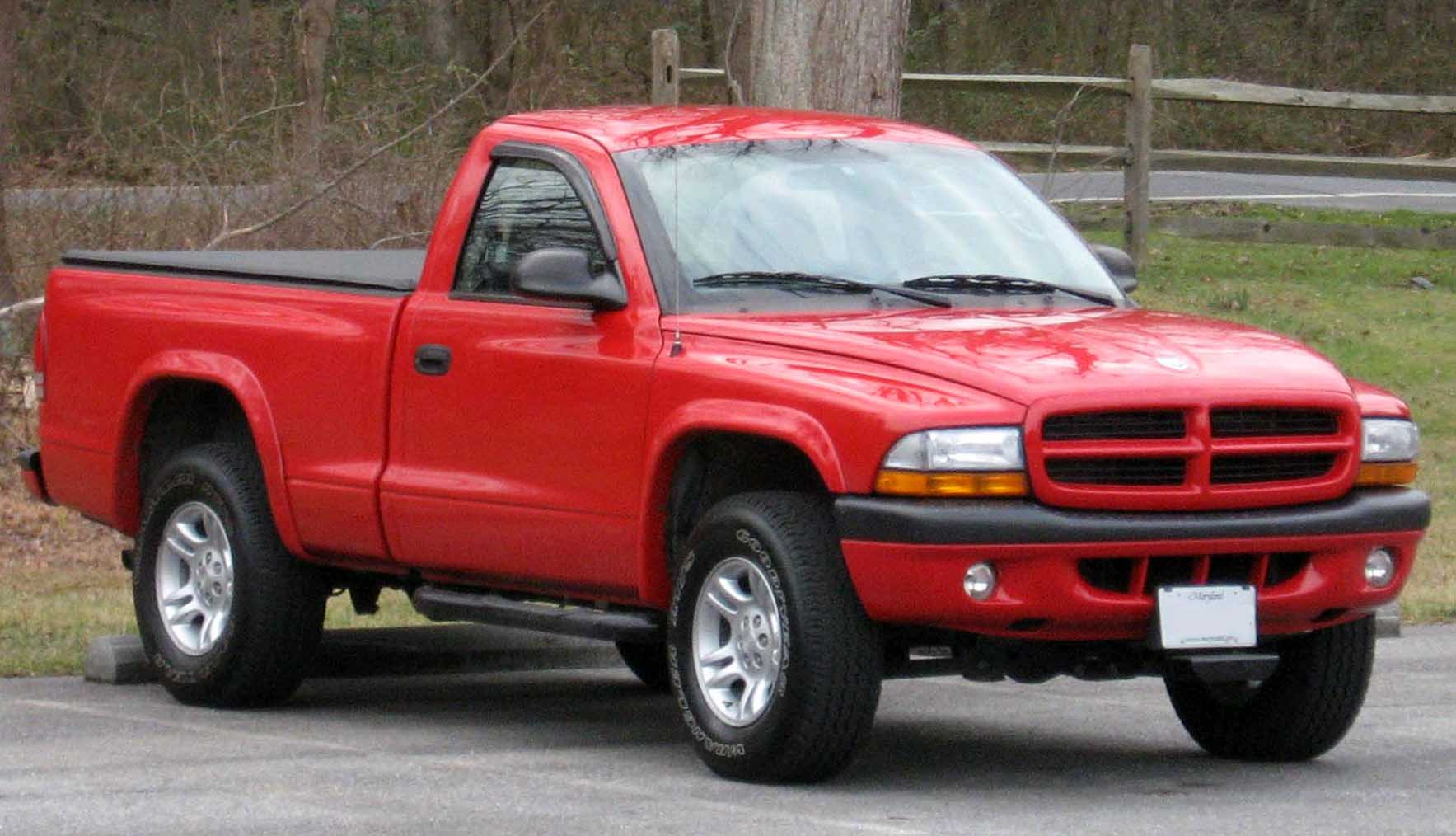
Dodge Dakota II
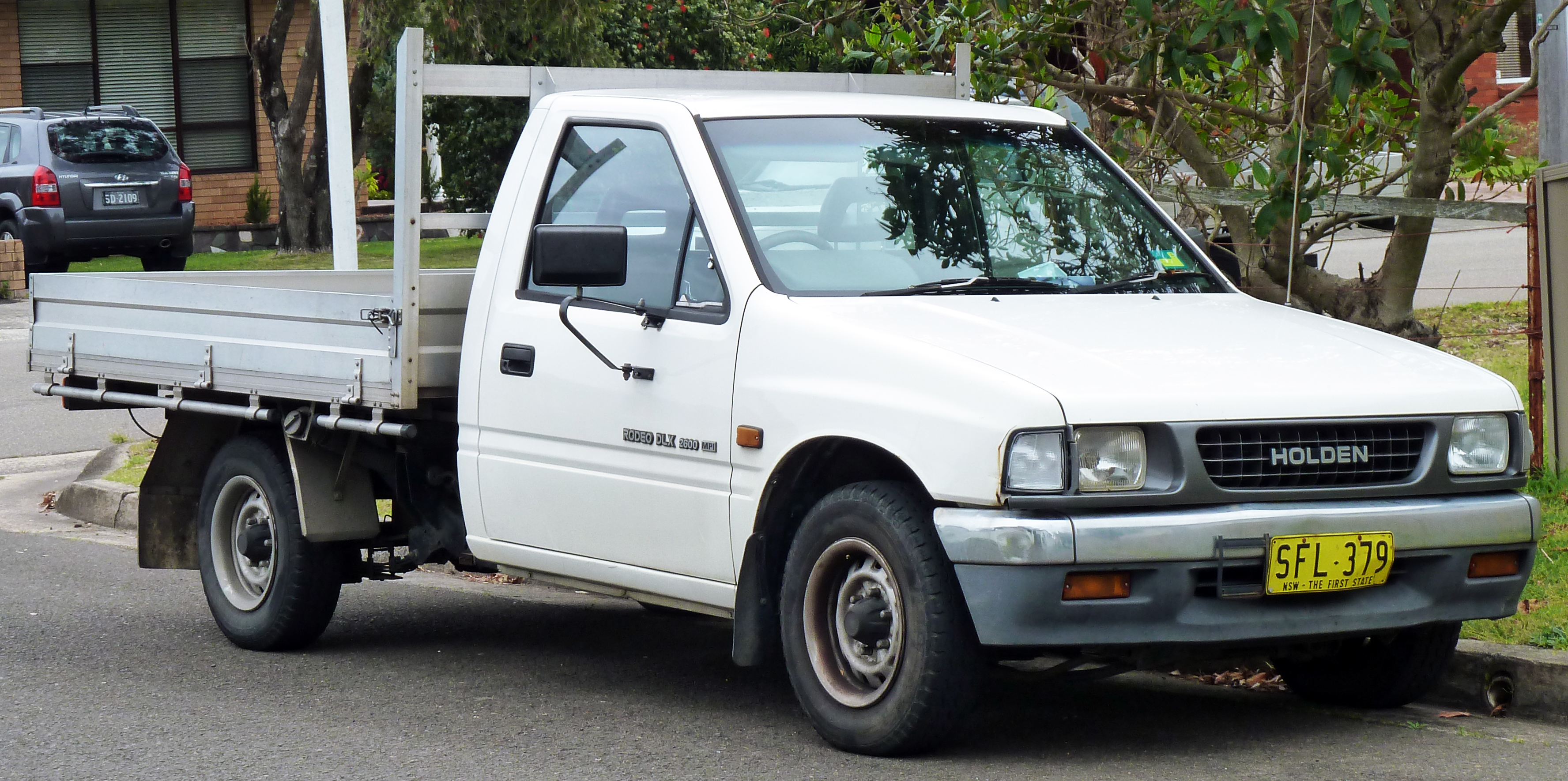
Holden Rodeo 1991-1992
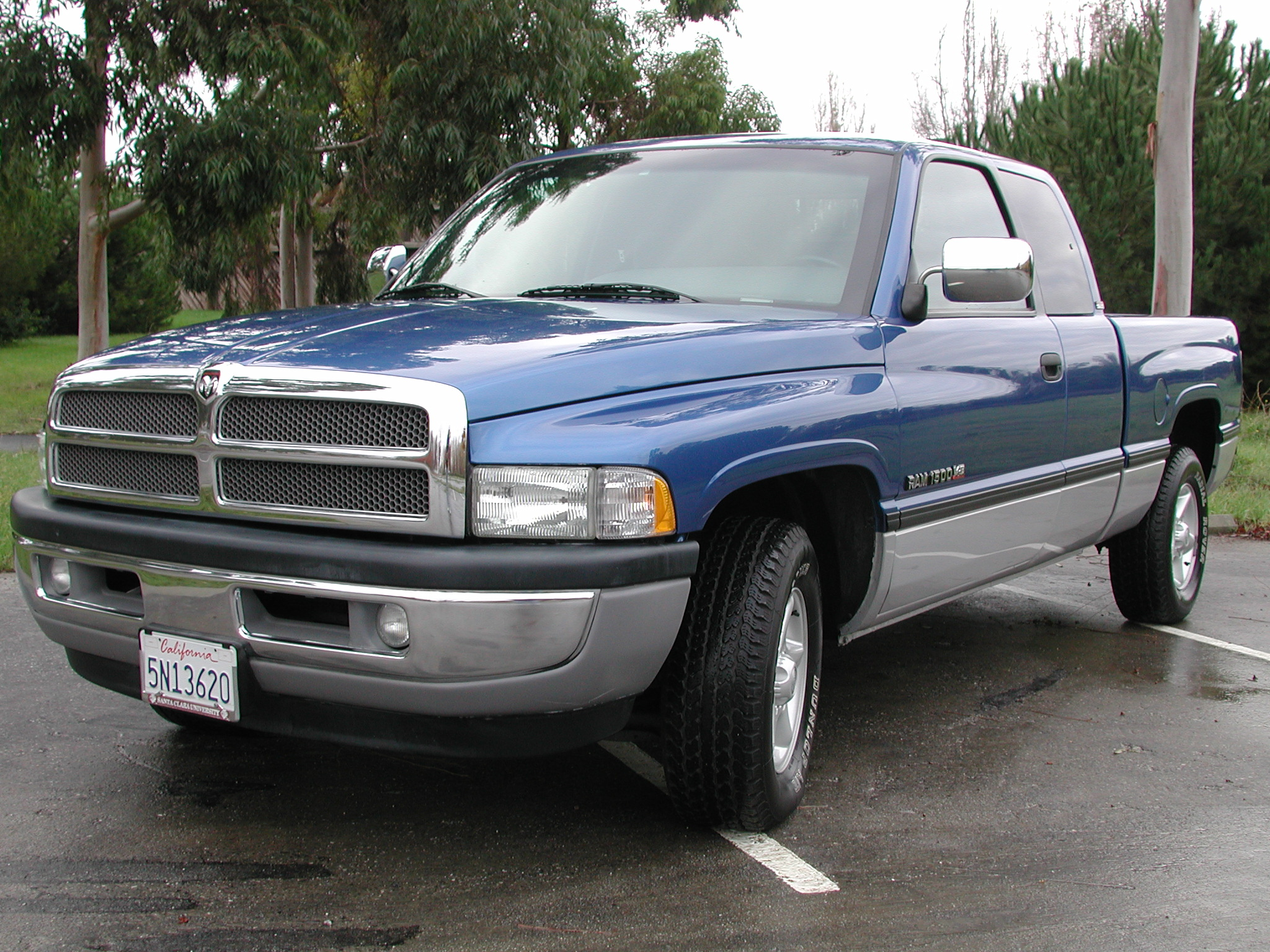
Dodge Ram II